# Gymnothorax marshallensis
Gymnothorax marshallensis es una especie de pez de la familia de los morénidas en el orden de los Anguilliformes.

## Morfología
Los machos pueden llegar a alcanzar los 18 cm de longitud total.

## Distribución geográfica
Se encuentran en las Islas Carolinas, las Islas Marianas y Nueva Caledonia.